# Canale emissario di San Leopoldo
Il canale emissario di San Leopoldo, noto anche come la Fiumara, è un corso d'acqua della provincia di Grosseto, in Toscana.

## Storia
L'escavazione del canale avvenne in seguito al motu proprio del granduca Leopoldo II di Lorena, il quale ordinò il 17 novembre 1828 l'avvio della operazioni di bonifica per colmata della vasta palude dell'ex lago Prile che occupava la piana tra la città di Grosseto e Castiglione della Pescaia. I lavori per il bonificamento, diretti da Alessandro Manetti, Federico Capei e Giacomo Grandoni, prevedevano quindi anche la realizzazione di tre canali emissari che avevano il compito di far defluire le acque chiare dai recinti di colmata fino al mare: i canali di San Leopoldo e di San Rocco presso Grosseto e il canale Bilogio presso Castiglione della Pescaia. Il canale di San Leopoldo fu il secondo dei tre a essere realizzato nel 1834.
Chiuso nel 1859 al termine delle bonifiche lorenesi, al canale è stata data una nuova sistemazione negli anni della bonifica integrale fascista. Presso il ponte a cateratte di San Leopoldo si verificò il 12 giugno 1944 una strage a opera di alcuni soldati nazisti: arrivati presso il casello idraulico del canale allo scopo di minare il ponte, questi aprirono il fuoco contro le famiglie Falzini e Botarelli, che vi abitavano, e i Lari, una famiglia di sfollati, causando la morte di sei persone. Il ponte sulla Fiumara della strada provinciale delle Collacchie, costruito negli anni trenta, venne fatto saltare e ricostruito al termine della seconda guerra mondiale.

## Descrizione

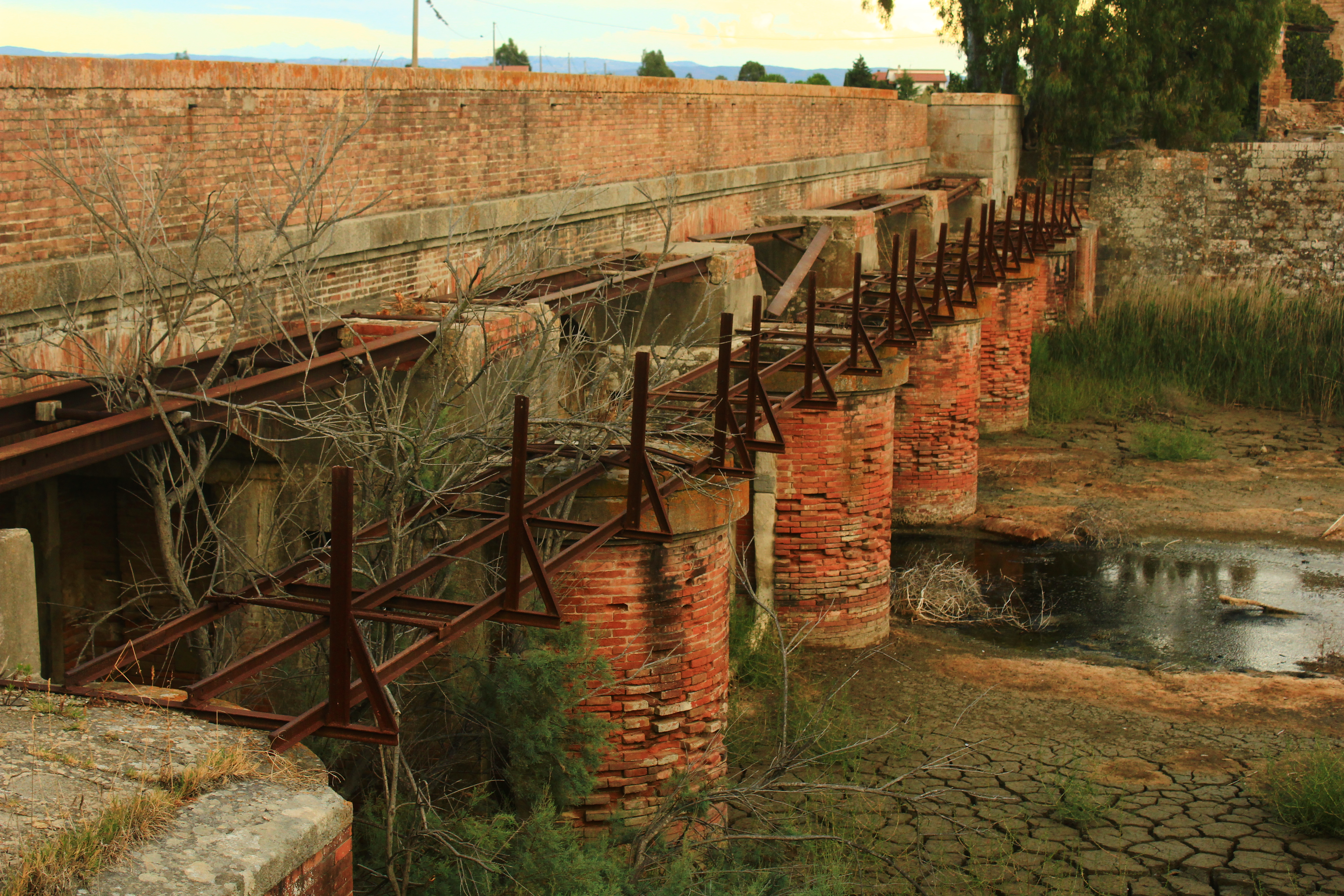
Il ponte a cateratte di San Leopoldo

Il canale inizia presso l'idrovora di San Leopoldo e accoglie le acque di alcuni corsi d'acqua della piana al limite occidentale del comune di Grosseto, dove ha inizio la riserva naturale Diaccia Botrona, come il fosso dei Pescatori e il fosso Sfociatura. Prosegue poi verso sud-ovest in direzione del mar Tirreno, passando sotto lo storico ponte a cateratte di San Leopoldo; nelle sue vicinanze, è posizionato un cippo commemorativo delle vittime dell'eccidio nazista. Poco dopo, passa sotto il ponte della Fiumara della strada provinciale delle Collacchie ed entra nella pineta del Tombolo. L'ultimo tratto attraversato dal canale è caratterizzato da un ecosistema naturale di grande valore faunistico-ambientale, area protetta di pertinenza dell'oasi di San Felice del WWF.
Lo sbocco al mare del canale, presso la spiaggia di Fiumara a nord dell'abitato di Marina di Grosseto, è regolato dai lavori costanti del consorzio di bonifica di Grosseto. La foce viene sbarrata periodicamente con della sabbia e il corso d'acqua termina con un invaso dalle caratteristiche lacustri, che si svuota progressivamente raggiungendo il mare durante le piene.